# Fdisk
컴퓨터 파일 시스템에서 fdisk는 디스크 파티션 기능을 제공하는 명령 줄 인터페이스 유틸리티이다. 리눅스 및 유닉스 계열에서는 시스템용으로 존재하며 윈도우 2000 이상의 윈도우 NT 운영 체제 계열 버전에서 fdisk는 diskpart라는 이름의 더 진보된 도구로 대체되었다.

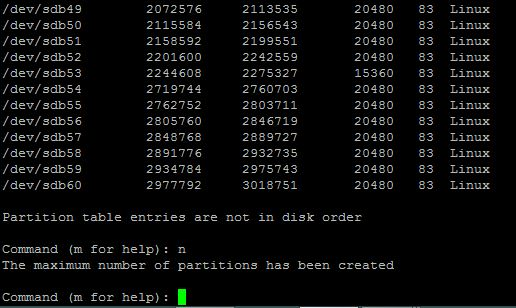
리눅스 환경에서의 fdisk 실행화면

## 구현

### DOS 및 윈도우
IBM은 하드 디스크 드라이브에 데이터를 저장한 최초의 PC인 IBM PC XT의 1983년 3월 릴리스, 그리고 IBM PC-DOS 버전 2.0과 더불어 fdisk, 즉 Fixed Disk Setup Program 버전 1.00을 선보였다. 버전 1은 하나의 FAT 도스 파티션을 만들고 삭제하고 활성화 파티션을 변경하고 파티션 데이터를 표시할 수만 있었다. fdisk는 마스터 부트 레코드(MBR)을 기록하며 최대 4개의 파티션을 지원했다. 다른 3개는 CP/M-86, 제닉스와 같은 다른 운영 체제용으로 고안되었으며 fdisk가 지원하지 않았던 자체만의 파티셔닝 유틸리티를 가지고 있는 것으로 예측되었다.
1984년 8월, PC DOS 3.0은 파일 할당 테이블 파티션을 추가하여 더 큰 용량의 하드 디스크를 더 효율적으로 지원한다.
1987년 4월, PC DOS/fdisk 3.30은 확장 파티션의 지우너을 추가하였으며 최대 23개의 논리 드라이브나 볼륨을 보유할 수 있었다.
파일 할당 테이블 지원은 컴팩 MS-DOS 3.31과 함께 추가되었으며 나중에 MS-DOS/PC DOS 4.0과 함께 이용이 가능해졌다.
오리지널 윈도우 95과 함께 출시된 fdisk 프로그램을 포함하는 대부분의 도스 fdisk 프로그램들은 오직 FAT12, FAT16, FAT16B FAT 파티션을 생성할 수만 있다.
MS-DOS fdisk 파생판들은 윈도우 95, 윈도우 98, 나중에는 윈도우 미와 함께 제공되었다. 윈도우 95B 이상에 포함된 fdisk 버전만이 FAT 파티션을 조작할 수 있다. 윈도우 2000 이상은 fdisk를 사용하지 않으며 DiskPart 외에 논리 디스크 관리자 기능이 포함되어 있다.
윈도우 95에 제공되는 fdisk는 64 GB 이상의 하드 디스크에 대해 정확한 크기를 보고하지 않는다. 이를 수정한 업데이트된 fdisk는 마이크로소프트로부터 이용이 가능하다.

### 프리도스
프리도스의 fdisk 구현체는 자유 소프트웨어이다.

### OS/2
OS/2는 버전 4.0까지 2개의 파티션 테이블 매니저가 포함되었다. 이들은 텍스트 모드 fdisk, GUI 기반 fdiskpm이었다. 이 둘은 기능상 동일하며 FAT 파티션과 더 진보된 HPFS 파티션을 조작할 수 있다.
OS/2 버전 4.5 이상(eComStation 포함)은 JFS 파일 시스템 및 FAT, HPFS를 사용할 수 있으며 fdisk는 논리 볼륨 관리자(LVM)로 대체된다.

### PC DOS 7.10
IBM PC DOS 7.10은 FDISK32, FORMAT32 유틸리티를 포함했다.

## LVM 및 리눅스
리눅스에서 사용되는 fdisk 명령어는 디스크 파티션을 기본적인 설정에서부터 세밀하고 부가적인 기능을 설정할 수 있게 도와주는 명령어이다. LVM에 대한 설정도 지원하고있으며 따라서 여러 하드디스크및 저장장치를 단일 혹은 원하는 갯수에서 논리적으로 통합 및 분할할 수 있다.
```
> fdisk --help
```

명령 프롬프트
```
> Command(m for help):
```

한편 설정과는 무관하게 파티션의 현황을 살펴보는 뷰어 기능도 제공하고 있다. 2018년 기준 버전은 util-linux 2.31.1 에 포함되어 있다.

## 같이 보기
- Format (명령어)
- cfdisk